# Jamey Jasta
Jamey Jasta, artiestennaam van James Shanahan (7 augustus 1977), is een Amerikaanse zanger uit West Haven (Connecticut). Jasta geniet vooral bekendheid als leadvocalist van de hardcoreband Hatebreed en de sludgemetal-band Kingdom of Sorrow.
Jasta is tevens eigenaar van Stillborn Records, een hardcore- en metallabel uit West Haven, alsmede van de "rockkledinglijn" Hatewear.
Jasta presenteerde in 2007 de Metal Hammer Golden God Awards.
In 2011 bracht Jasta zijn eerste solo-cd uit, getiteld Jasta. De eerste vijf nummers zijn gemaakt door Jasta zelf. In de andere nummers wordt gebruikgemaakt van gastartiesten, onder wie Zakk Wylde en Mark Morton.
Hij heeft ook met verschillende bands nummers gemaakt. Waaronder met de band Five Finger Death Punch.
- Bibliothèque nationale de France: cb16535529s (data)
- International Standard Name Identifier: 0000 0000 7934 4172
- Library of Congress Control Number: n2010028270
- MusicBrainz: 2ae17f26-c50c-4b3b-ac2d-ed5293c03e6c
- Virtual International Authority File: 121057050
- WorldCat: E39PBJgH9Y8gDtVgQj6J34q4v3